# Tilophora flavipes
Tilophora flavipes är en insektsart som först beskrevs av Philip Reese Uhler 1896.  Tilophora flavipes ingår i släktet Tilophora och familjen spottstritar. Inga underarter finns listade i Catalogue of Life.